# Lambaro (Ingin Jaya)
Lambaro is een bestuurslaag in het regentschap Aceh Besar van de provincie Atjeh, Indonesië. Lambaro telt 1451 inwoners (volkstelling 2010).